# Mutilva
Mutilva (Mutiloa cooficialmente en euskera) es una localidad española de la Comunidad Foral de Navarra perteneciente al municipio del valle de Aranguren, situada en la Merindad de Sangüesa, en la Cuenca de Pamplona y a 4 km de la capital de la comunidad, Pamplona, de cuya área metropolitana forma parte. Su población en 2023 es de 11 823 habitantes (INE), su superficie es de 4,42 km² y su densidad de población es de 2597,29 hab./km². 
Es la capital del valle y aquí está su ayuntamiento. La localidad surgió en 2010 tras la fusión de las hasta entonces localidades de Mutilva Alta y Mutilva Baja.

## Geografía física

### Situación
La localidad está situada en la parte más occidental del valle de Aranguren el cual a su vez se encuentra ubicado en la parte central de la Comunidad Foral de Navarra dentro de la Cuenca de Pamplona. La altitud del núcleo de población es de 442 m s. n. m.
Los antiguos términos concejiles de Mutilva Alta y Mutilva Baja suman una superficie de 4,42 km². Limita al norte con Pamplona (Mendillorri), al este con Badostáin (Valle de Egüés), al sur con Tajonar y al oeste con Pamplona y Cordovilla (Cendea de Galar).

## Historia
Mutilva aparece documentado ya a finales del siglo XI con la grafía Mutiloa. La catedral de Pamplona y Santa María de Roncesvalles poseyeron heredades desde el siglo XII. La Colegiata disfrutó de las «cuartas» de la iglesia local. Los vecinos transfirieron en 1412 al rey Carlos III el Noble los derechos de patronato de dicha iglesia, que en 1427 pertenecía a Roncesvalles. Su palacio aparece entre los de cabo de armería en la nómina oficial del reino. En el siglo XVI, consta que su escudo de armas era: De plata, con una faja de azur acompañada de cuatro lobos de sable, dos en jefe y otros dos en punta.
Las heredades de la Corona en Mutilva Baja producían en 1280 una renta de 40 cahíces de trigo. La Real Colegiata de Santa María de Roncesvalles adquirió en 1323 un palacio con sus heredades. Habitaba el Palacio Ochorena la viuda del General Juan Antonio Iribarren, el cual murió durante la Primera Guerra Carlista en 1837 en Huesca.
Ambas localidades fueron administrativamente concejos del municipio de Aranguren hasta que en 1990 se extinguieron, pasando a asumir sus competencias el Ayuntamiento del Valle de Aranguren y en 2010 se fusionan en una nueva localidad con el nombre de Mutilva.

## Demografía

### Evolución de la población
| Año          | 2000 | 2001 | 2002 | 2003 | 2004 | 2005 | 2006 | 2007 | 2008 | 2009 | 2010 |
| ------------ | ---- | ---- | ---- | ---- | ---- | ---- | ---- | ---- | ---- | ---- | ---- |
| Mutilva Baja | 1947 | 2083 | 2210 | 2387 | 2848 | 3227 | 3544 | 3684 | 3835 | 3930 | 3940 |
| Mutilva Alta | 1427 | 1479 | 1623 | 1837 | 1946 | 2045 | 2097 | 2281 | 2462 | 2669 | 2821 |
| Total        | 3374 | 3562 | 3833 | 4224 | 4794 | 5272 | 5641 | 5965 | 6297 | 6599 | 6761 |

## Transportes y comunicaciones

### Transporte urbano
| Eskualdeko Hiri Garraioa/Transporte Urbano Comarcal |                                                             |                                                             |
| Inicio                                              | Línea                                                       | Fin                                                         |
| Berriozar                                           | 17                                                          | Mutiloa/Mutilva                                             |
| Merindadeak/Merindades                              | 22                                                          | Mutiloa/Mutilva                                             |
| Bianako Printzea/Príncipe de Viana                  | 25                                                          | Mutiloa/Mutilva                                             |
| Nafarroako Gorteak/Cortes de Navarra                | N8                                                          | Mutiloa/Mutilva                                             |
| Taxi Iruñerria                                      |                                                             |                                                             |
| Zona                                                | A                                                           | A                                                           |
| Estaciones                                          | Mutiloa plaza (Osasunetxea)/Plaza Mutiloa (Centro de Salud) | Mutiloa plaza (Osasunetxea)/Plaza Mutiloa (Centro de Salud) |

## Economía
En esta localidad se encuentras las siguientes empresas:
- Agrolab Analítica: Empresa especializada en analíticas de laboratorio que cuenta con diversas acreditaciones.[7][8][9][10][11]
- ID Ingeniería Acústica: Empresa de proyectos acústicos reconocida por el Gobierno de Navarra como laboratorio acreditado para el control de calidad de la edificación.[12][13][14][15]

## Arte monumentos y lugares de interés

### Monumentos religiosos
- Iglesia de San Pedro Apóstol, en Mutilva Baja: Es un edificio moderno. Se finalizó en 2004.[16]
- Parroquia de San Saturnino, en Mutilva Alta: Está construida en piedra y pudo ser de origen medieval, aunque en los siglos XVI y XVII se le realizó una importante labor de modernización. Hoy en día está reformada, y se han mezclado en ella estilos tradicionales y modernos.[17]